# (907) Rhoda
(907) Rhoda ist ein Asteroid des Hauptgürtels, der am 12. November 1918 vom deutschen Astronomen Max Wolf in Heidelberg entdeckt wurde.
Der Asteroid trägt den Namen der Ehefrau des US-amerikanischen Astronomen Edward Emerson Barnard.